# Granulotriforis tanseiae
Granulotriforis tanseiae is een slakkensoort uit de familie van de Newtoniellidae. De wetenschappelijke naam van de soort is voor het eerst geldig gepubliceerd in 1967 door Kosuge.